# Jezioro Karczemne
Karczemne Jezioro (kaszb. Karczemné Jezoro) – jezioro rynnowe położone na Pojezierzu Kaszubskim (powiat kartuski, województwo pomorskie) o powierzchni 40 ha.
Jezioro znajduje się na południowym obszarze Kartuz, obecnie jest bardzo zanieczyszczone i utraciło swoje walory turystyczne. Wraz z jeziorami Klasztornym Dużym i Klasztornym Małym tworzy jeden akwen zwany jeziorami Kartuskimi. Znajduje się na turystycznym szlaku Kartuskim. Wzdłuż wschodniego brzegu jeziora rozciąga się współczesna zabudowa miejska Kartuz.
W latach 2020 do 2023 na zlecenie władz miasta i z wykorzystanie środków unijnych, naukowcy z Katedry Inżynierii Ochrony Wód i Mikrobiologii Środowiskowej na Wydziale Geoinżynierii Uniwersytetu Warmińsko Mazurskiego przeprowadzili rekultywację jeziora. W pierwszej kolejności zalecono władzom gminy aby odciąć dopływ ścieków sanitarnych i burzowych do jeziora co nastąpiło w roku 2018. Następnie przeprowadzono rekultywację przy zastosowaniu trzech metod. Pierwsza poległa na oczyszczeniu dna jeziora przy pomocy refulera z zalegających je osadów przesyconych fosforem i metalami ciężkimi pochodzącymi min. z rzeźni, lecznicy weterynaryjnej i fabryki farb. W tym etapie usunięto 240 tys. m³ osadów. W drugim etapie zastosowano metody chemiczne z wykorzystaniem koagulantów, które związały fosfor z wody w nieszkodliwe związki i strąciły je na dno jeziora. Trzecia była metoda biologiczna polegająca na kształtowaniu struktury ichtiofauny, wykorzystano ryby drapieżne, którymi zarybiono jeziora w celu ograniczenia populacji ryb żywiących się bentosem w tym fitoplanktonem produkującymi tlen. Rekultywacja jeziora Karczemnne, została przeprowadzona w ramach unijnego projektu rekultywacji czterech kartuskich jezior za łączną kwotę ponad 60mln zł..
Przed 1920 jezioro nosiło nazwę niemiecką Krug-See.